# Scleria junghuhniana
Scleria junghuhniana är en halvgräsart som beskrevs av Johann Otto Boeckeler. Scleria junghuhniana ingår i släktet Scleria och familjen halvgräs. Inga underarter finns listade i Catalogue of Life.